# Federalismo Mundial
Federalismo mundial propõe a criação de uma estrutura mundial de governança democrática acima dos estados nacionais com base em princípios federalistas. Essa federação mundial teria autoridade em questões de alcance global, enquanto o poder sobre as questões locais residiria nos integrantes dessa federação.

## Origens
Ao longo da história, diversos pensadores defenderam a instituição de um governos mundial, tais como:
- Dante Alighieri, na obra: "De Monarchia" (1312-13)[2];
- Immanuel Kant, na obra: "Paz perpétua: um esboço filosófico" (1795)[3];
- Anacharsis Cloots[4];
- Johann Gottlieb Fichte, na obra: "Die Grundzüge des gegenwärtigen Zeitalters" (1804) (As principais características da era atual)[5];
- Constantin Pecqueur. na obra "De la paix, de son principe et de sa realisation" (1842) (Paz, seu princípio e sua realização)[6].

## Associação para Unir as Democracias
Em 1939, Clarence Streit , correspondente do New York Times na Liga das Nações, publicou o livro "Union Now" (União Agora), no qual propôs a união federal das principais democracias. Tal união, deveria ocorre gradualmente como meio de prevenir a possibilidade de guerras futuras.
Em 1940, Streit fundou a "Association to Unite the Democracies" (Associação para Unir as Democracias), uma organização sem fins lucrativos comprometida com o crescente movimento federalista influenciado por seu livro.
Essa federação seria necessária para proteger o mundo livre contra os regimes totalitários com a expectativa de que, os países sob governos totalitários, pudessem, eventualmente, se tornar integrantes da federação, desde que fossem substituídos por governos democráticos.

## Movimento federalista mundial
O Movimento federalista mundial é um movimento global de cidadãos com membros e organizações associados ao redor do mundo. Sua secretaria internacional se localiza em Nova Iorque junto à sede das Nações Unidas.
Fundado em 1947 em Montreux, Suíça, o movimento engloba organizações e indivíduos comprometidos com a visão de "uma ordem mundial justa mediada pelas Nações Unidas fortalecidas". O MFM tem o status consultivo ECOSOC dentro das Nações Unidas e conta atualmente com cerca de 40.000 partidários.
Os integrantes do movimento veem o mundo como uma sociedade que abrange toda a humanidade em toda a sua diversidade e acreditam que os ideais e princípios da vida comunitária são básicos para a existência civilizada e, portanto, podem e devem ser aplicados às relações internacionais.
Desse modo, defendem o progresso no desenvolvimento de instituições jurídicas mundiais democráticas, pelas quais os povos e nações do mundo possam governar suas relações para assegurar uma comunidade mundial pacífica, justa e ecologicamente sustentável.
Para isso, entendem que tais instituições devem ter autoridade real e suficiente para fazer e fazer cumprir a lei em suas jurisdições, de acordo com o princípio federalista básico de subsidiariedade, que é a divisão da autoridade e jurisdição política entre os diferentes níveis de governo e a resolução dos problemas no nível em que ocorrem, em geral no nível mais local possível.
A essência do federalismo mundial é buscar investir autoridade legal e política em instituições mundiais para lidar com problemas que só podem ser tratados adequadamente em nível global, ao mesmo tempo em que afirma a soberania do Estado-nação em questões que são essencialmente internas.

## Associação por uma Constituição e um Parlamento Mundial
Em 1958, foi fundada a World Constitution and Parliament Association (WCPA) (Associação por uma Constituição e um Parlamento Mundial), para promover o princípio da governança democrática global, que resultaria em uma federação pacífica de todas as nações e povos do mundo com direitos humanos, liberdade, justiça e bem-estar para todos.
Em 1968, duzentos delegados de 27 países se reuniram na Suíça e na Alemanha Ocidental e deram início a uma Assembleia Constituinte Mundial. Nas duas décadas seguintes, o documento foi aprimorado por especialistas em direito internacional em três Assembleias Constituintes adicionais, até a conclusão do documento em 1991.
Em 1982, a ocorreu a primeira sessão de um "Parlamento Mundial Provisório" foi realizada na Inglaterra, com delegados de 25 países. A primeira legislação mundial provisória aprovada por esta assembleia incluiu o desarmamento global, o desenvolvimento econômico, a educação, a propriedade dos oceanos e dos fundos marinhos e os tribunais mundiais. Depois disso, foram realizadas outras treze sessões em diferentes países. O Parlamento também criou um "Colégio Mundial de Juízes"  .

## Democracia sem Fronteiras
A entidade denominada como "Democracia sem Fronteiras" que defende uma abordagem holística para a promoção da democracia que abrange desde o nível local até o global e, ao mesmo tempo, abrange as dimensões de representação, participação, deliberação e co-decisão e, nesse contexto:
- tem como objetivo principal o estabelecimento de uma Assembleia Parlamentar nas Nações Unidas[13] como um passo em direção ao desenvolvimento de um parlamento global eleito conjuntamente por todos os cidadãos do mundo;
- colabora com todas as forças que apoiam o estabelecimento e fortalecimento dos princípios democráticos nos níveis nacional, regional e internacional;
- apoia eleições livres e gerais em nível nacional e transnacional e o fortalecimento dos direitos de liberdade em todos os estados e órgãos intergovernamentais do mundo;
- defende e apoia os pioneiros da democracia em todo o mundo e se opõe a restrições dos direitos democráticos por governos nacionais ou outros atores;
- defende o fortalecimento da democracia nos processos de integração transnacional regional;
- trabalha para a democratização e reforma das Nações Unidas e dos órgãos intergovernamentais, a fim de capacitá-los a lidar com as questões e ameaças transnacionais com êxito e em bases legítimas;
- defende uma expansão da pesquisa relacionada à democracia e uma discussão mais forte dos princípios democráticos;
- presta assistência em matéria de pesquisa, desenvolvimento e implementação de instrumentos e processos democráticos, entre eles, por exemplo, formas inovadoras de participação do cidadão, como modelos de democracia eletrônica, direta[14] ou “líquida”;
- procura construir uma ordem mundial democrática na qual os cidadãos participem além das fronteiras nacionais na formulação de políticas que atendam aos seus interesses comuns de longo prazo, tal construção deve ser baseada em uma cidadania mundial[15] igual para todos os cidadãos, bem como nos princípios do federalismo, subsidiariedade, separação de poderes, estado de direito, direitos humanos fundamentais e proteção das minorias[16].

## Outros fatos relacionados
- Em 1914, H. G. Wells publicou uma obra de ficção, intitulada como "The World Set Free" (O Mundo Libertado), na qual advoga um governo mundial[17].
- Em 2007, Francesco Stipo publicou um livro intitulado como: "World Federalist Manifesto: Guide to Political Globalization" (Manifesto federalista mundial: guia para a globalização política)[18];
- Em abril de 2018, Jo Leinen e Andreas Bummel publicaram um livro intitulado como: "A WORLD PARLIAMENT Governance and Democracy in the 21st Century" (Um Parlamento Mundial: Governança e Democracia no Século XXI)[19].
- No dia 31 de março de 2021, John J. Davenport publicou "A League of Democracies: Cosmopolitanism, Consolidation Arguments, and Global Public Goods" (Uma Liga de Democracias Cosmopolitismo, argumentos de consolidação e bens públicos globais)[20].